# 阿尔弗雷德·拉森
阿尔弗雷德·拉森（挪威語：Alfred Larsen，1863年11月24日—1950年9月10日），生于奥斯陆，挪威男子帆船运动员。他曾代表挪威参加1912年夏季奥林匹克运动会帆船比赛，获得一枚金牌。